# Canteloup (Calvados)
Canteloup és un municipi francès situat al departament de Calvados i a la regió de Normandia. L'any 2007 tenia 170 habitants.

## Demografia

### Població
El 2007 la població de fet de Canteloup era de 170 persones. Hi havia 64 famílies de les quals 12 eren unipersonals (12 homes vivint sols), 16 parelles sense fills, 24 parelles amb fills i 12 famílies monoparentals amb fills.
La població ha evolucionat segons el següent gràfic:
Habitants censats

### Habitatges
El 2007 hi havia 77 habitatges, 71 eren l'habitatge principal de la família, 4 eren segones residències i 2 estaven desocupats. Tots els 76 habitatges eren cases. Dels 71 habitatges principals, 66 estaven ocupats pels seus propietaris i 5 estaven llogats i ocupats pels llogaters; 1 tenia dues cambres, 9 en tenien tres, 17 en tenien quatre i 44 en tenien cinc o més. 63 habitatges disposaven pel capbaix d'una plaça de pàrquing. A 28 habitatges hi havia un automòbil i a 41 n'hi havia dos o més.

### Piràmide de població
La piràmide de població per edats i sexe el 2009 era:
| Homes | Edats   | Dones |
| ----- | ------- | ----- |
| 0     | 95 o +  | 0     |
| 0     | 90 a 94 | 0     |
| 0     | 85 a 89 | 0     |
| 4     | 80 a 84 | 4     |
| 0     | 75 a 79 | 0     |
| 0     | 70 a 74 | 0     |
| 4     | 65 a 69 | 0     |
| 4     | 60 a 64 | 4     |
| 12    | 55 a 59 | 4     |
| 8     | 50 a 54 | 20    |
| 0     | 45 a 49 | 4     |
| 4     | 40 a 44 | 4     |
| 12    | 35 a 39 | 8     |
| 8     | 30 a 34 | 4     |
| 8     | 25 a 29 | 4     |
| 4     | 20 a 24 | 0     |
| 12    | 15 a 19 | 8     |
| 0     | 10 a 14 | 4     |
| 8     | 5 a 9   | 16    |
| 4     | 0 a 4   | 0     |

## Economia
El 2007 la població en edat de treballar era de 118 persones, 82 eren actives i 36 eren inactives. De les 82 persones actives 75 estaven ocupades (42 homes i 33 dones) i 7 estaven aturades (2 homes i 5 dones). De les 36 persones inactives 17 estaven jubilades, 7 estaven estudiant i 12 estaven classificades com a «altres inactius».

### Ingressos
El 2009 a Canteloup hi havia 70 unitats fiscals que integraven 183 persones, la mediana anual d'ingressos fiscals per persona era de 20.213 €.

### Activitats econòmiques
Dels 5 establiments que hi havia el 2007, 1 era d'una empresa de fabricació de material elèctric, 2 d'empreses de construcció i 2 d'empreses de serveis.
Dels 2 establiments de servei als particulars que hi havia el 2009, 1 era una lampisteria i 1 electricista.

## Equipaments sanitaris i escolars
El 2009 hi havia una escola elemental.

## Poblacions més properes
El següent diagrama mostra les poblacions més properes.